# Triodia wiseana
Triodia wiseana là một loài thực vật có hoa trong họ Hòa thảo. Loài này được C.A.Gardner miêu tả khoa học đầu tiên năm 1942.